# East Hampton (město, New York)
East Hampton, oficiálně Město East Hampton, se nachází v jihovýchodní části okresu Suffolk County, ve státě New York, na východním konci jižního pobřeží Long Islandu. Je nejvýchodněji položeným městem státu New York. V roce 2010 mělo 21 457 obyvatel.
K městu patří část skupiny vesnic a osad, známých dohromady jako exkluzivní přímořské letovisko The Hamptons. Konkrétně město East Hampton zahrnuje vesnici East Hampton a osady Montauk, Amagansett, Wainscott a Springs a část vesnice Sag Harbor.
East Hampton se nachází na poloostrově, který je na jihu ohraničen Atlantským oceánem, na východě průlivem Block Island Sound a na severu zátokami Gardiners Bay, Napeague Bay a Fort Pond Bay. Na západ od města leží západní část ostrova Long Island, který se táhne až k řece East River a městu New York. Ve městě East Hampton je osm státních parků, většina z nich při pobřeží.
Rozloha města je 70 km2 a táhne se v délce 40 km, od osady Wainscott na západě až k Montauk Pointu na východě, v šířce od jednoho do 10 kilometrů. Město má správní jurisdikci nad ostrovem Gardiners Island, který je jedním z největších soukromě vlastněných ostrovů ve Spojených státech. K městu East Hampton patří 110 km pobřeží.
K městu patří i malé letiště, využívané newyorskými miliardáři k rychlé a snadné dopravě do New York City.